# La Mère des tempêtes
Pour les articles homonymes, voir Tempête (homonymie).
La Mère des tempêtes (titre original : Mother of Storms) est un roman de l'écrivain américain John Barnes publié en 1994. Le récit est traduit et publié en France pour la première fois en 1998.

## Résumé
Au début du XXIe siècle, la Terre est victime d'un ouragan géant provoqué par la libération de composés de clathrate, à la suite d'une explosion nucléaire. L'ouragan engendre des centaines d'autres ouragans, qui tuent au moins un milliard de personnes à la fin du roman. Deux intelligences humaines massivement augmentées par ordinateur (les deux ayant assisté à la mort de leur corps organique) se lancent dans une course pour capturer une comète au-delà de l'orbite de Pluton. Elles utilisent la glace de la comète pour réduire les températures à la surface de la Terre et calmer la Mère des tempêtes. 

## Analyse
Le récit est basé sur l'hypothèse du fusil à clathrates.

## Récompenses
Le roman est sélectionné pour plusieurs prix :
- 1995 : Prix Locus du meilleur roman de science-fiction[2]
- 1995 : Prix Arthur-C.-Clarke[3]
- 1995 : Prix Hugo du meilleur roman[4]
- 1996 : Prix Nebula du meilleur roman[5]

## Publications francophones
- La mère des tempêtes [« Mother of storms »]  (trad. Jean-Daniel Brèque), Paris, Robert Laffont, 1998, 520 p. (ISBN 2-221-08238-9, BNF 36706700)
- La mère des tempêtes [« Mother of storms »]  (trad. Jean-Daniel Brèque, préf. Gérard Klein), Paris, Librairie générale française, 2001, 701 p. (ISBN 2-253-07235-4, BNF 37694097)